# کاوشگر زمان‌سنج پرتو ایکس روسی
کاوشگر زمان‌سنج پرتو ایکس روسی (انگلیسی: Rossi X-ray Timing Explorer) که به اختصار RXTE نامیده می‌شود، ماهوارهای است که ساختار زمانی منابع اخترشناختی پرتو ایکس را رصد می‌کند و به نام برونوو روسی دانشمند ایتالیایی نام‌گذاری شده است. این کاوشگر که گاهی به نام کاوشگر ۶۹ نیز نامیده می‌شد، به رصد پرتو ایکس از سیاه‌چالهها، ستاره‌های نوترونی، تپ‌اختر پرتوایکس و فورانگر پرتو ایکس می‌پرداخت و بخشی از برنامه کاوشگر به‌شمار می‌رفت.
کاوشگر زمان‌سنج پرتو ایکس روسی از در ۳۰ دسامبر ۱۹۹۵ از دماغه کاناورال توسط موشک‌های سری دلتا به فضا پرتاب شد. شناسه بین‌المللی آن 1995-074A است و ۳۲۰۰ کیلوگرم وزن دارد.
رصدهای انجام‌شده توسط کاوشگر روسی به‌عنوان شاهدی بر وجود اثر کشش چارچوب که در نظریه نسبیت عام پیش‌بینی شده مورد استفاده قرار گرفته
است. تا اواخر سال ۲۰۰۷ نتایج رصدهای این کاوشگر در بیش از ۱۴۰۰ مقاله علمی به‌کار رفته است.
کارکرد علمی کاوشگر روسی در ۳ ژانویه ۲۰۱۲ متوقف شد ولی دانشمندان ناسا اعلام کرده‌اند که این کاوشگر، بین سال‌های ۲۰۱۴ تا ۲۰۲۳ مجدداً وارد جو زمین خواهد شد.